# Хигаси-Синдзюку (станция)

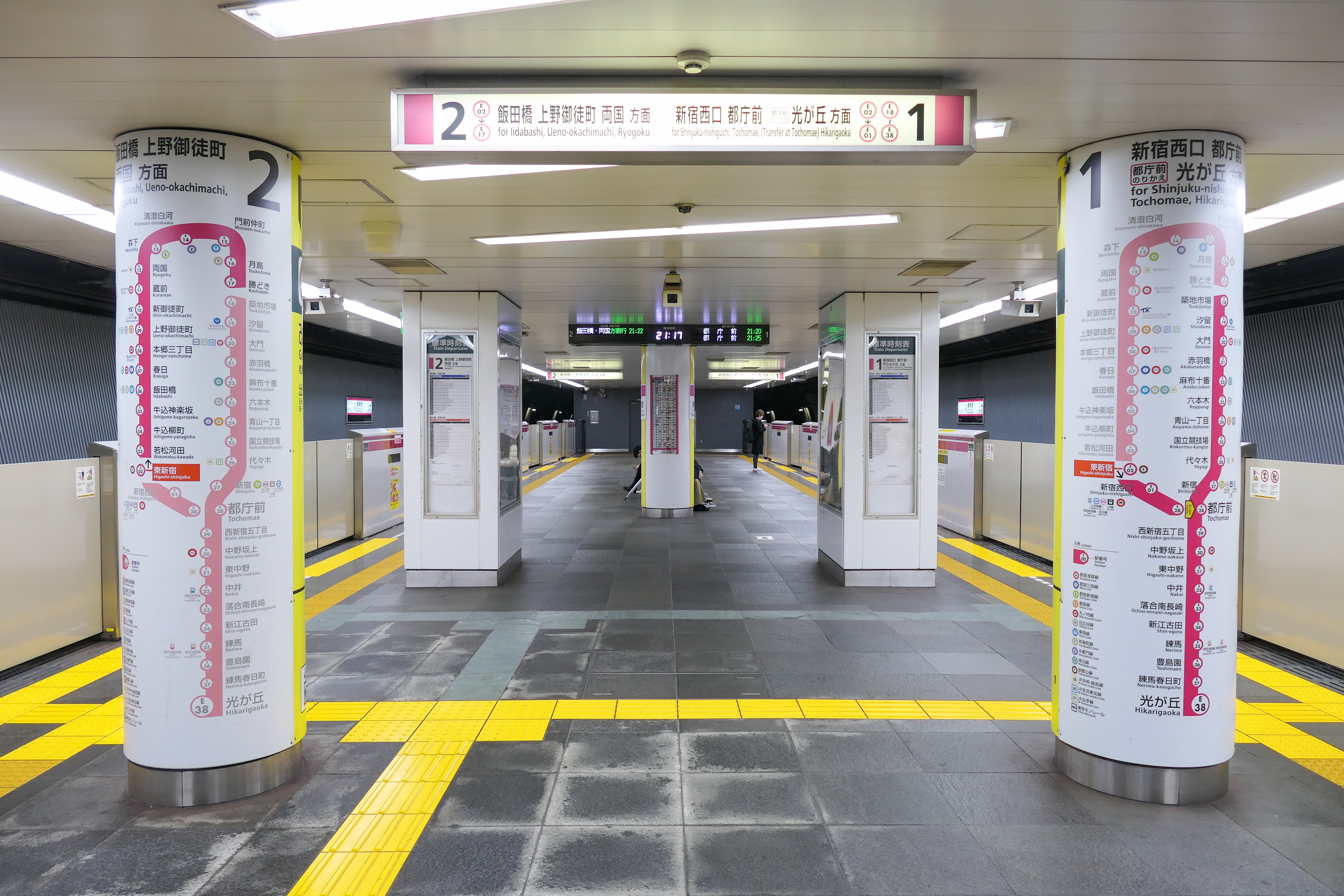
Платформа линии Оэдо

Станция Хигаси-Синдзюку (яп. 東新宿駅 хигаси синдзюку эки) — железнодорожная станция на линиях Оэдо и Фукутосин расположенная в специальном районе Синдзюку, Токио. Станция обозначена номером E-02 на линии Оэдо и F-12 на линии Фукутосин. На станции установлены автоматические платформенные ворота.

## Планировка станции

### Линия Оэдо
Станция была открыта 12-го декабря 2000 года. Одна платформа островного типа и 2 пути.
| 1 | ○ Линия Оэдо | Тотёмаэ (Пересдка на Тотёмаэ до станций Нэрима, Хикаригаока и Роппонги) |
| 2 | ○ Линия Оэдо | Иидабаси, Рёгоку                                                        |

### Линия Фукутосин
Станция была открыта 14-го июня 2008 года. Расположена на двух подземных уровнях. Всего 2 платформы островного типа и 4 пути. Скорые составы проходят местные составы на данной станции. 
| 1 | ○ Линия Фукутосин | Синдзюку-Сантёмэ, Сибуя                                                |
| 2 | ○ Линия Фукутосин | Икэбукуро, Вакоси, Линия Тодзё, Линия Юракутё (Сэйбу), Линия Икэбукуро |

## Близлежащие станции
| «                                            |                   | Линия      |                  | »                |
| Линия Оэдо                                   | Линия Оэдо        | Линия Оэдо | Линия Оэдо       | Линия Оэдо       |
| -------------------------------------------- | ----------------- | ---------- | ---------------- | ---------------- |
| Синдзюку-Нисигути                            | Синдзюку-Нисигути | -          | Вакамацу-Кавада  | Вакамацу-Кавада  |
| Линия Фукутосин                              |                   |            |                  |                  |
| Ниси-Васэда                                  | Ниси-Васэда       | Local      | Синдзюку-Сантёмэ | Синдзюку-Сантёмэ |
| Express Commuter Express: не останавливается |                   |            |                  |                  |